# Мичуринское (Ленинградская область)
Мичу́ринское (до 1948 года Валкъярви, фин. Valkjärvi) — посёлок в Приозерском районе Ленинградской области. Административный центр Мичуринского сельского поселения.

## Название
Топоним Валкъярви в дословном переводе означает Белое озеро.
В 1948 году деревне Валкъярви было присвоено переводное название — дачный посёлок Белозерское. Затем комиссия по переименованию изменила название на дачный посёлок Кривко. Обоснование переименования: «в память капитана Кривко Д. З., павшего смертью храбрых 11 июля 1944 года за освобождение селения Вехмайнен». Однако название Кривко на тот момент уже было присвоено деревне Вехмайнен. Различие между ними заключалось только в статусе населённых пунктов, один из которых считался деревней, а другой — дачным посёлком. Спустя несколько лет, двойственность топонимики создала неудобство в использовании названий и дачный поселок Кривко был переименован в дачный посёлок Мичуринское, поскольку в нём было создано специальное сельскохозяйственное училище, готовящее полеводов, огородников и садоводов. Официально бывшая деревня Валкъярви носит наименование Мичуринское с 1 октября 1948 года.

## История

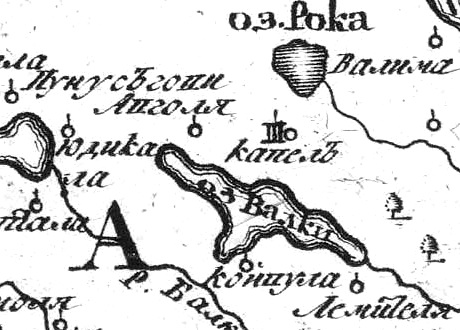
Озеро Валкъярви (Валки) на русской карте 1745 года

С 1921 года в деревне дислоцировался стрелковый батальон. В это же время была построена железная дорога до Выборга.

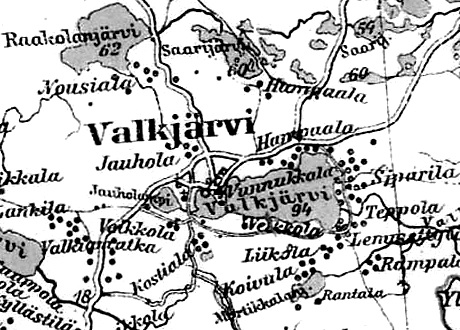
Деревня Валкъярви на финской карте 1923 года

До 1939 года деревня Валкъярви входила в состав волости Валкъярви Выборгской губернии Финляндской республики.
С 1 мая 1940 года — в составе Карело-Финской ССР.
С 1 июля 1941 года по 31 мая 1944 года финская оккупация.
С 1 января 1945 года деревня Валкъярви учитывается в составе Валкярвского сельсовета Раутовского района Ленинградской области.
С 1 октября 1948 года деревня Валкъярви учитывается как посёлок Мичуринское в составе Мичуринского сельсовета Сосновского района.
С 1 декабря 1960 года — в составе Рощинского района.
В 1961 году население посёлка составляло 1581 человек.
С 1 февраля 1963 года — в составе Выборгского района.
С 1 января 1965 года — в составе Приозерского района.
По данным 1966 года деревня Мичуринское входила в состав Мичуринского сельсовета и являлась его административным центром.
По данным 1973 года посёлок Мичуринское был административным центром Мичуринского сельсовета, в состав которого входили десять населённых пунктов.
По данным 1990 года посёлок Мичуринское был административным центром Мичуринского сельсовета, в состав которого входили семь населённых пунктов, общей численностью населения 3342 человека. В посёлке проживали 2235 человек.
В 1997 году в посёлке Мичуринское Мичуринской волости проживали 1940 человек, в 2002 году — 2133 человека (93 % — русские).
В 2007 году в посёлке Мичуринское Мичуринского СП проживали 1750 человек, в 2010 году — 1755 человек.

## География
Посёлок расположен в юго-западной части района на автодороге 41К-017 (Пески — Подгорье) в месте примыкания к ней автодорог 41К-264 (подъезд к дер. Бережок) и 41К-158 (Котово — Мичуринское).
Расстояние до районного центра — 89 км.
Расстояние до ближайшей железнодорожной станции Сосново — 30 км. Ближайший остановочный пункт — платформа 79-й километр Приозерского направления Октябрьской железной дороги.
Посёлок находится на северном берегу Мичуринского озера.

## Демография
| 2007 | 2010  | 2017  |
| ---- | ----- | ----- |
| 1750 | ↗1755 | ↗1849 |

## Религия
В 1921—1922 годах по проекту Илмари Лауниса, на мысу озера Валкъярви (совр. Мичуринское) был построен деревянный храм. Церковь не была разрушена в ходе Зимней войны, но частично пострадала в 1941 году. До 1960 года в ней размещался кинотеатр.
До наших дней сохранился каменный фундамент и новый памятник в виде колокольни со старым колоколом. Надпись на памятнике: «На этом месте стояла последняя церковь села Валкъярви, рядом было расположено кладбище. Впереди справа находилась братская могила, в которой были похоронены финские солдаты, погибшие за свою родину в войнах 1918, 1939—1940,1941—1944 годах».
В настоящее время в посёлке есть действующая православная церковь, построенная в 2006—2009 годах.

## Спорт
С 2004 года в посёлке ежегодно проводится Мичуринский веломарафон.

## Фото

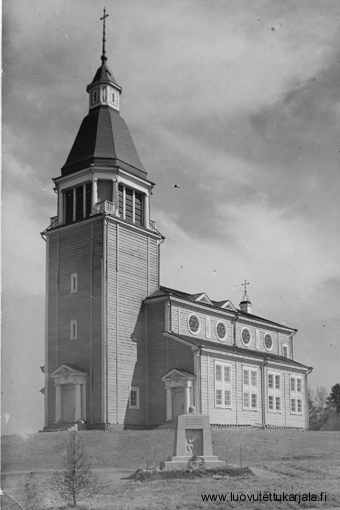
Кирха в Валкъярви
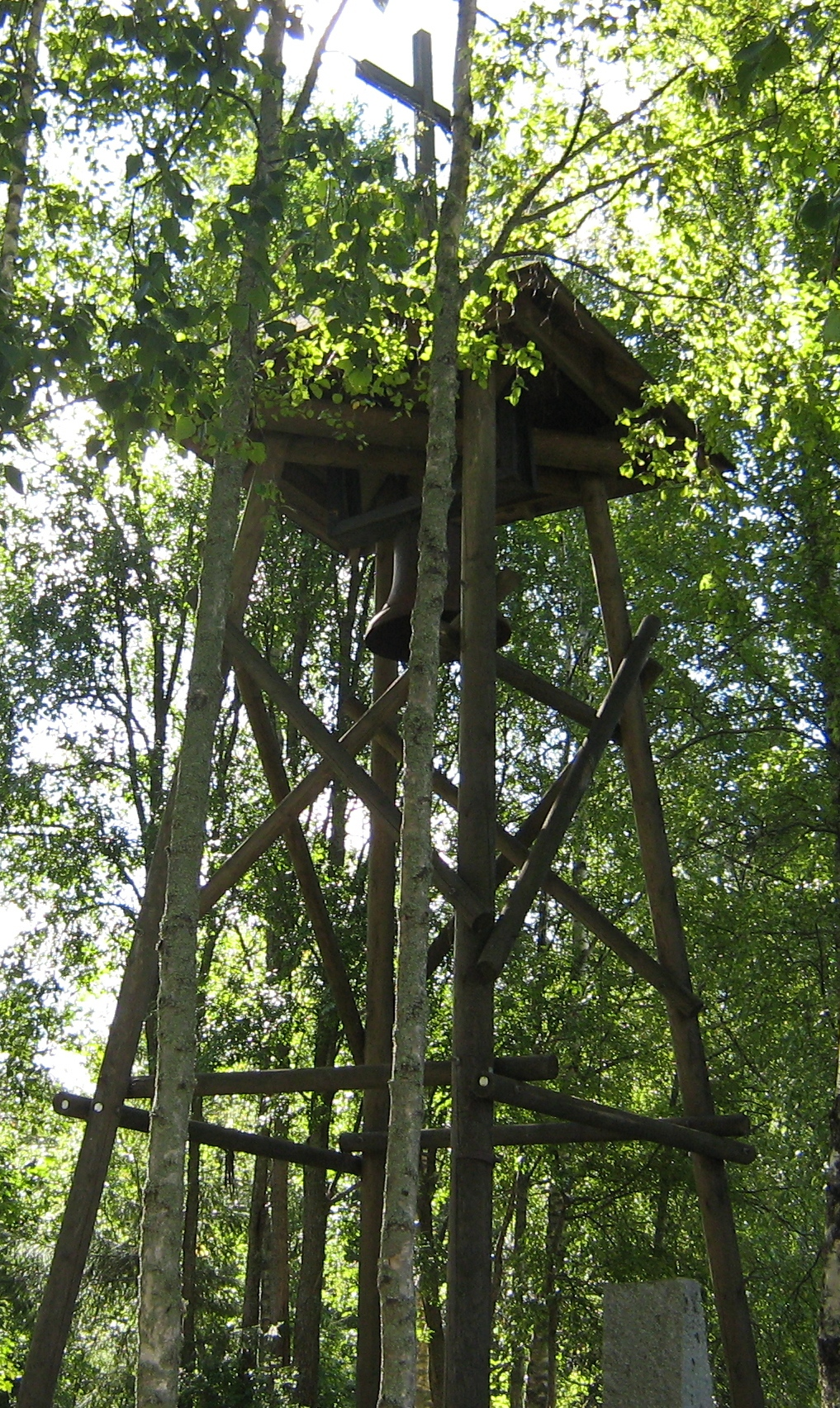
Памятник на месте кирхи
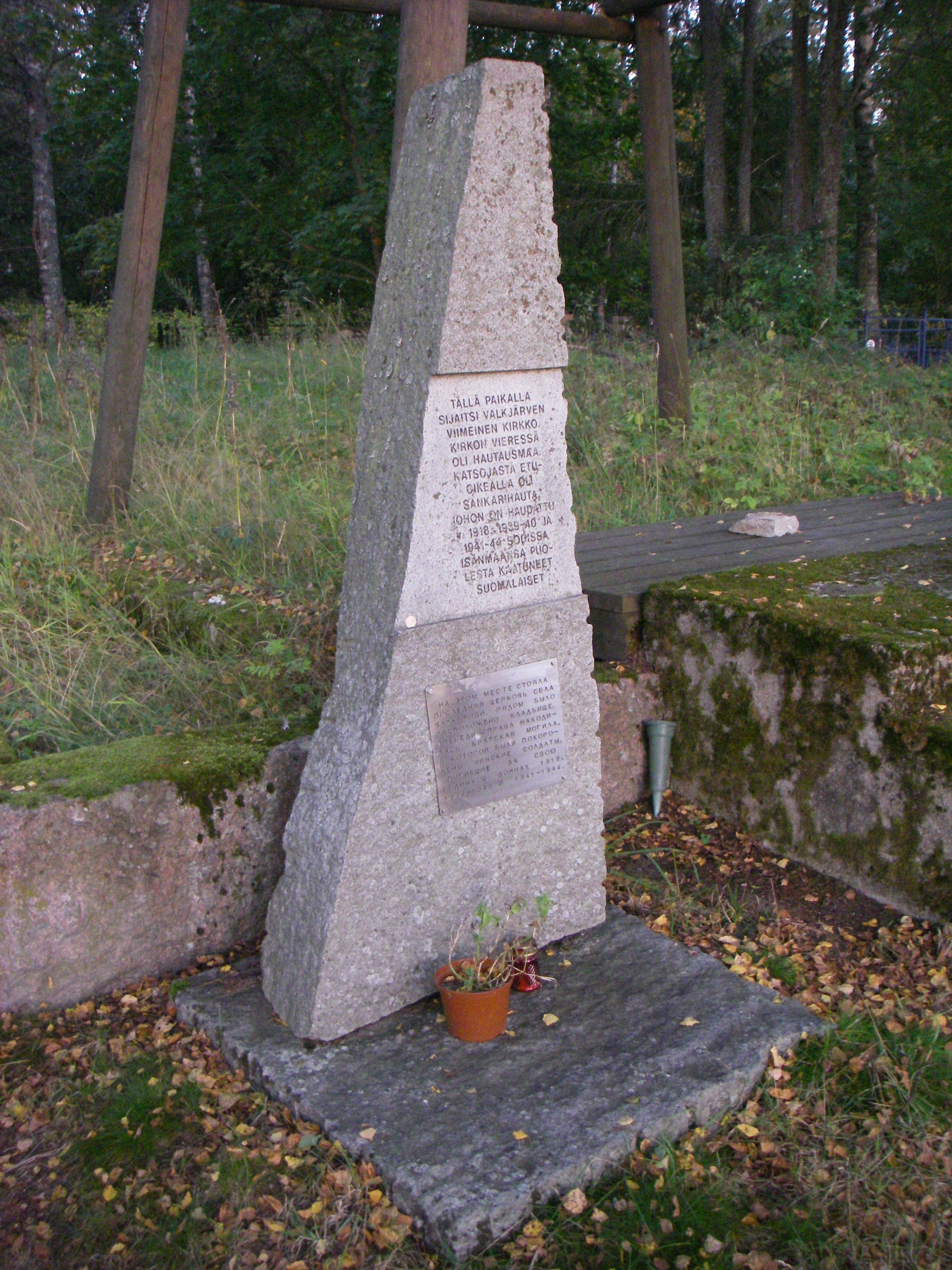
Памятник на месте последней церкви
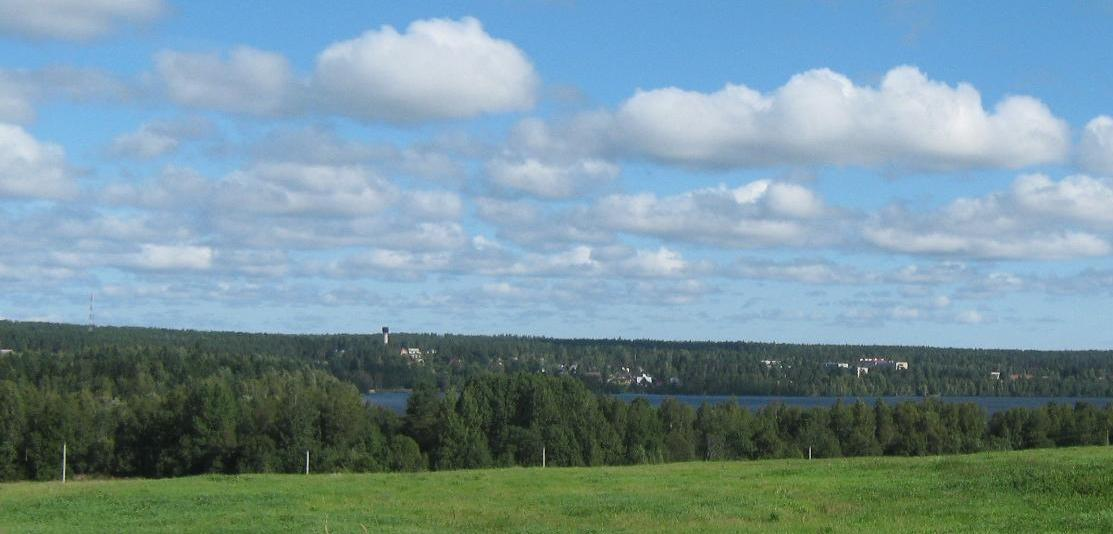
Вид на посёлок и озеро со стороны деревни Кучерово

## Улицы
Береговая, Больничная, Брусничная, Восточный переулок, Дачная, Железнодорожная, Заозёрная, Ивовая, Клубная, Комсомольская, Крайняя, Лесная, Лиственная, Луговая, Льва Кириллова, Малиновая, Механизаторов, Мечта, Мира, Молодёжная, Нагорный переулок, Озёрная, Озёрный переулок, Парковая аллея, Первомайская, Пионерская, Полевая, Полярная, Почтовый переулок, Придорожная, Родниковый переулок, Садовая, Советская, Советский переулок, Солнечный переулок, Сосновая аллея, Сосновый переулок, Станционная, Финский переулок, Хвойная, Хуторская, Черничная, Школьная, Яблочная.